# Karaali Rocks
Karaali Rocks är en kulle i Antarktis. Den ligger i Västantarktis. Inget land gör anspråk på området. Toppen på Karaali Rocks är 952 meter över havet.
Terrängen runt Karaali Rocks är platt åt sydost, men åt nordväst är den kuperad. Terrängen runt Karaali Rocks sluttar norrut. Trakten är obefolkad. Det finns inga samhällen i närheten.